# Saison 2018-2019 de Colomiers Rugby
Cette page présente la saison 2018-2019 de Colomiers Rugby en Pro D2.

## Entraîneurs
Jusqu'à décembre 2018 :
- Olivier Baragnon : Entraineur principal (écarté[1])
- Marc Dantin : Entraineur des avants
- Julien Sarraute : Entraineur des lignes arrières
- David Skrela : Entraineur jeu au pied

Du 10 décembre 2018 au 18 février 2019 :
- Julien Sarraute : Entraineur principal
- Marc Dantin : Entraineur des avants (écarté[2])
- David Skrela : Entraineur jeu au pied

Depuis le 18 février 2019 :
- Julien Sarraute : Entraineur principal
- Fabien Berneau : Entraineur des avants
- David Skrela : Entraineur jeu au pied

## Effectif 2018-2019
| Nom                       | Poste            | Naissance         | Nationalité sportive | Sélections | Dernier club               | Arrivée au club (année) |
| ------------------------- | ---------------- | ----------------- | -------------------- | ---------- | -------------------------- | ----------------------- |
| Damien Weber              | Pilier           | 11 janvier 1986   | France               | -          | Stade français             | 2011                    |
| Thomas Dubois             | Pilier           | 8 mai 1989        | France               | -          | USA Perpignan              | 2012                    |
| Adrien Bordenave          | Pilier           | 29 juillet 1993   | France               | -          | Aviron bayonnais           | 2017                    |
| Beka Sheklashvili         | Pilier           | 6 juillet 1986    | Géorgie              |            | SC Albi                    | 2017                    |
| Guillaume Tartas          | Pilier           | 20 novembre 1996  | France               | -          | SU Agen                    | 2017                    |
| Gaëtan Barlot             | Pilier           | 13 avril 1997     | France               | -          | Formé au club              | 2017                    |
| Hugo Pirlet               | Pilier           | 2 octobre 1996    | France               | -          | RC Narbonne                | 2018                    |
| Kane Palma-Newport        | Pilier           | 26 octobre 1990   | Angleterre           | -          | Bath Rugby                 | 2018                    |
| Otar Turashvili           | Talonneur        | 14 juillet 1986   | Roumanie             |            | CSM Bucarest               | 2015                    |
| Youssef Saaidia           | Talonneur        | 9 février 1995    | France               | -          | Formé au club              | 2015                    |
| Agustin Costa Repetto     | Talonneur        | 21 décembre 1982  | Argentine            |            | Tarbes PR                  | 2016                    |
| Romain Mémain             | Deuxième ligne   | 12 avril 1984     | France               | -          | Formé au club              | 2005                    |
| Clément Chartier          | Deuxième ligne   | 11 mars 1994      | France               | -          | Formé au club              | 2014                    |
| Jonny Fa'amatuainu        | Deuxième ligne   | 29 décembre 1983  | Samoa                | -          | Toyota Industries Shuttles | 2015                    |
| Romain Bezian             | Deuxième ligne   | 9 août 1988       | France               | -          | Tarbes PR                  | 2015                    |
| Sione Timani              | Deuxième ligne   | 3 septembre 1984  | Tonga                |            | Tarbes PR                  | 2016                    |
| Marius Antonescu          | Deuxième ligne   | 9 août 1992       | Roumanie             |            | Tarbes PR                  | 2017                    |
| Martín Chiappesoni        | Deuxième ligne   | 30 juillet 1990   | Argentine            | -          | US Dax                     | 2018                    |
| Alexandre Ricard          | Deuxième ligne   | 30 juin 1997      | France               | -          | Formé au club              | 2018                    |
| Aurélien Béco             | Troisième ligne  | 12 mars 1986      | Portugal             |            | Limoges rugby              | 2011                    |
| Jean Thomas               | Troisième ligne  | 10 mars 1994      | France               | -          | Formé au club              | 2013                    |
| Mihai Macovei             | Troisième ligne  | 29 octobre 1986   | Roumanie             |            | RC Massy                   | 2015                    |
| Maxime Granouillet        | Troisième ligne  | 12 février 1989   | France               | -          | SC Albi                    | 2017                    |
| Curtis Browning           | Troisième ligne  | 30 octobre 1993   | Australie            | -          | Oyonnax rugby              | 2018                    |
| Bastien Vergnes-Taillefer | Troisième ligne  | 13 juin 1997      | France               | -          | Formé au club              | 2018                    |
| Waël Ponpon               | Troisième ligne  | 24 septembre 1997 | France               | -          | Formé au club              | 2018                    |
| Pierre Pacheco            | Troisième ligne  | 16 avril 2000     | France               | -          | Formé au club              | 2018                    |
| Yann Peysson              | Troisième ligne  | 6 juillet 2000    | France               | -          | Formé au club              | 2018                    |
| Sébastien Inigo           | Demi de mêlée    | 29 septembre 1984 | France               | -          | Aviron bayonnais           | 2007                    |
| Joris Cazenave            | Demi de mêlée    | 30 août 1994      | France               | -          | ASM Clermont Auvergne      | 2014                    |
| Léopold Dupas             | Demi de mêlée    | 1er août 1997     | France               | -          | Formé au club              | 2015                    |
| Iban Etcheverry           | Demi de mêlée    | 23 octobre 1998   | France               |            | Union Bordeaux Bègles      | 2018                    |
| Cédric Coll               | Demi d'ouverture | 8 août 1988       | France               | -          | Pays d'Aix                 | 2012                    |
| Baptiste Rougé-Thomas     | Demi d'ouverture | 2 août 1998       | France               | -          | Stade toulousain           | 2017                    |
| Sebastian Poet            | Demi d'ouverture | 20 octobre 1992   | Argentine            |            | Soyaux Angoulême XV        | 2017                    |
| Brandon Fajardo           | Demi d'ouverture | 25 juin 1994      | France               | -          | Section paloise            | 2018                    |
| Grégoire Maurino          | Centre           | 3 mars 1990       | France               | -          | Formé au club              | 2010                    |
| Fabrice Catala            | Centre           | 11 mars 1992      | France               | -          | USA Perpignan              | 2013                    |
| Chris Tuatara-Morrison    | Centre           | 11 septembre 1986 | Nouvelle-Zélande     | -          | CA Brive                   | 2017                    |
| François Fontaine         | Centre           | 10 mai 1995       | France               | -          | Castres olympique          | 2017                    |
| Paul Pimienta             | Centre           | 12 septembre 1995 | France               | -          | FC Auch Gers               | 2017                    |
| Johan Deysel              | Centre           | 26 septembre 1991 | Namibie              |            | Sharks                     | 2018                    |
| Clément Lagain            | Ailier           | 2 juin 1990       | France               | -          | Aviron bayonnais           | 2012                    |
| Randall Kamea             | Ailier           | 3 janvier 1987    | Fidji                | -          | CS Bourgoin-Jallieu        | 2017                    |
| Venione Voretamaya        | Arrière          | 22 octobre 1990   | Fidji                | -          | CA Brive                   | 2015                    |
| Kylian Jaminet            | Arrière          | 28 décembre 1995  | France               |            | Castres olympique          | 2018                    |
| Thomas Girard             | Arrière          | 15 mars 1991      | France               | -          | RC Massy                   | 2018                    |
| Thomas Larregain          | Arrière          | 16 avril 1997     | France               |            | Formé au club              | 2018                    |

## Calendrier et résultats

### Pro D2
| - Colomiers rugby - Provence rugby : 28-25 - CA Brive- Colomiers rugby : 27-17 - Colomiers rugby - US Oyonnax : 18-19 - US Carcassonne - Colomiers rugby : 25-20 - Colomiers rugby - Biarritz olympique : 27-10 - US Montauban - Colomiers rugby : 29-20 - RC Vannes - Colomiers rugby : 13-0 - Colomiers rugby - AS Béziers : 30-24 - US bressane - Colomiers rugby : 18-15 - Stade montois - Colomiers rugby : 38-10 - Colomiers rugby - Stade aurillacois : 19-17 - Colomiers rugby - USO Nevers : 23-24 - Soyaux Angoulême XV - Colomiers rugby : 14-13 - Colomiers rugby - Aviron bayonnais : 0-6 - RC Massy - Colomiers rugby : 22-13 | - Colomiers rugby - CA Brive : 9-6 - US Oyonnax - Colomiers rugby : 32-16 - Colomiers rugby - Stade montois : 22-16 - Stade aurillacois - Colomiers rugby : 23-18 - Colomiers rugby - RC Vannes : 25-3 - AS Béziers - Colomiers rugby : 25-13 - Colomiers rugby - US bressane : 29-19 - USO Nevers - Colomiers rugby : 38-12 - Colomiers rugby - US Montauban : 23-19 - Aviron bayonnais - Colomiers rugby : 29-12 - Colomiers rugby - US Carcassonne : 27-9 - Colomiers rugby - RC Massy : 31-7 - Biarritz olympique - Colomiers rugby : 18-21 - Colomiers rugby - Soyaux Angoulême XV : 15-8 - Provence rugby - Colomiers rugby : 27-8 |

### Classement de la saison régulière
| Rang | Club                | J  | V  | N | D  | Bo | Bd | Pm  | Pe  | Diff | Pts |
| ---- | ------------------- | -- | -- | - | -- | -- | -- | --- | --- | ---- | --- |
| 1    | CA Brive (R)        | 30 | 19 | 1 | 10 | 6  | 7  | 816 | 556 | +260 | 91  |
| 2    | Oyonnax Rugby (R)   | 30 | 17 | 1 | 12 | 9  | 8  | 811 | 633 | +178 | 87  |
| 3    | Aviron bayonnais    | 30 | 17 | 1 | 12 | 6  | 7  | 719 | 537 | +182 | 83  |
| 4    | RC Vannes           | 30 | 17 | 1 | 12 | 3  | 7  | 671 | 619 | +52  | 80  |
| 5    | Stade montois       | 30 | 16 | 1 | 13 | 6  | 6  | 681 | 599 | +82  | 78  |
| 6    | USO Nevers          | 30 | 16 | 1 | 13 | 6  | 6  | 653 | 589 | +64  | 78  |
| 7    | Biarritz olympique  | 30 | 15 | 1 | 14 | 5  | 7  | 776 | 638 | +138 | 74  |
| 8    | AS Béziers          | 30 | 17 | 1 | 12 | 1  | 3  | 573 | 602 | -29  | 74  |
| 9    | Soyaux Angoulême XV | 30 | 14 | 1 | 15 | 5  | 5  | 614 | 646 | -32  | 68  |
| 10   | Provence Rugby (P)  | 30 | 15 | 0 | 15 | 3  | 5  | 682 | 730 | -48  | 68  |
| 11   | US Carcassonne      | 30 | 14 | 0 | 16 | 3  | 6  | 629 | 703 | -74  | 65  |
| 12   | US Montauban        | 30 | 13 | 1 | 16 | 3  | 7  | 568 | 678 | -110 | 64  |
| 13   | Colomiers Rugby     | 30 | 13 | 0 | 17 | 3  | 6  | 534 | 594 | -60  | 61  |
| 14   | Stade aurillacois   | 30 | 13 | 0 | 17 | 3  | 6  | 552 | 702 | -150 | 61  |
| 15   | US bressane (P)     | 30 | 13 | 1 | 16 | 4  | 2  | 586 | 777 | -191 | 60  |
| 16   | RC Massy            | 30 | 5  | 1 | 24 | 1  | 6  | 499 | 751 | -252 | 29  |

|  | Qualication pour les demi-finales (no 1, no 2) .          |
|  | Qualification pour les barrages (no 3, no 4, no 5, no 6). |
|  | Relégation en Fédérale 1 (no 15 et no 16).                |
|  | R : relégués 2018 • P : promus 2018                       |

## Statistiques

### Championnat de France
Meilleurs réalisateurs,,
| Rang | Joueur          | Poste            | Points | Essais | Transf. | Pén. | Drops |
| ---- | --------------- | ---------------- | ------ | ------ | ------- | ---- | ----- |
| 1    | Thomas Girard   | Arrière          | 99     | -      | 9       | 27   | -     |
| 2    | Joris Cazenave  | Demi de mêlée    | 65     | 3      | 2       | 17   | -     |
| 3    | Sebastian Poet  | Demi d'ouverture | 60     | 1      | 13      | 12   | -     |
| 4    | Brandon Fajardo | Demi d'ouverture | 56     | 1      | 8       | 10   | 1     |
| 5    | Kylian Jaminet  | Arrière          | 51     | 8      | 1       | 3    | -     |

Meilleurs marqueurs,,
| Rang | Joueur             | Poste          | Essais |
| ---- | ------------------ | -------------- | ------ |
| 1    | Kylian Jaminet     | Arrière        | 8      |
| 2    | Martín Chiappesoni | Deuxième ligne | 4      |
| 3    | François Fontaine  | Centre         | 3      |
| 3    | Venione Voretamaya | Arrière        | 3      |
| 5    | Gaëtan Barlot      | Pilier         | 2      |